# Как Ёжик и Медвежонок встречали Новый год
«Как Ёжик и Медвежонок встречали Новый год» — советский рисованный мультипликационный фильм, снятый в 1975 году режиссёром Аллой Грачёвой по сказке Сергея Козлова «Как Ослик, Ёжик и Медвежонок встречали Новый год».

## Сюжет
Накануне Нового года Ёжик и Медвежонок решили собраться отмечать новый год вместе, а ёлки нет. Они выходят в лес искать ёлку, но так ничего подходящего по размеру и не находят. Герои возвращаются домой, и Ёжик решил сам стать ёлкой.

## Создатели
| режиссёр                  | Алла Грачёва                                            |
| автор сценария            | Сергей Козлов                                           |
| художник-постановщик      | Иван Будз                                               |
| художники-мультипликаторы | Константин Чикин, Марк Драйцун, Александр Лавров        |
| оператор                  | Анатолий Гаврилов                                       |
| композитор                | Леся Дычко                                              |
| звукорежиссёр             | Игорь Погон                                             |
| редактор                  | Светлана Куценко                                        |
| директор                  | Иван Мазепа                                             |
| ассистенты                | А. Криворотенко, А. Савчук, Ю. Сребницкая, А. Ибадулаев |
| роли озвучивали           | Владимир Коршун, Юрий Самсонов                          |

## Видеоиздания
Мультфильм издавался на кассетах VHS до 2000-х годов. В 2000-е годы выпускался на DVD-сборнике «Капитошка»..